# کوین تولیمری
کوین تولیمری (انگلیسی: Kevin Tulimieri؛ زادهٔ ۸ سپتامبر ۱۹۹۲) بازیکن فوتبال است.